# Sidney Luxton Loney
Sydney Luxton Loney (Chevithorne, Devon, 16 de março de 1860 – Grande Londres, 16 de maio de 1939) foi um matemático britânico, professor da Royal Holloway, Universidade de Londres. Autor de diversos textos matemáticos, alguns dos quais reimpressos diversas vezes. É conhecido como um dos influenciadores iniciais de Srinivasa Ramanujan.
Loney foi educado na Maidstone Grammar School, em Tonbridge e no Sidney Sussex College (Cambridge), onde obteve a graduação com o título de B.A. como 3.º Wrangler em 1882.

## Obras
- Loney, SL (1889), A treatise on elementary dynamics, Cambridge: University Press, JFM 21.0845.01
- Loney, SL (1893), «Mechanics and hydrostatics for beginners», Cambridge: University Press, Nature, 47 (1219): 437, Bibcode:1893Natur..47..437G, JFM 25.1331.02, doi:10.1038/047437b0
- Loney, SL (1895), The elements of coordinate geometry, London: Macmillan and Co., JFM 26.0640.01
- Loney, SL (1897), The elements of statics and dynamics, Cambridge: University Press, JFM 23.0903.08
- Loney, SL (1903), A Shilling Arithmetic, London: Macmillan and Co.
- Loney, SL (1909), An elementary treatise on the dynamics of a particle and of rigid bodies, Cambridge: University Press, JFM 21.0845.02
- Loney, SL (1912), An elementary treatise on statics, Cambridge: University Press, JFM 43.0799.06
- Loney, SL (1912), Plane Trigonometry, Cambridge: University Press, JFM 25.0892.12